# منتخب جنوب إفريقيا لكرة اليد
منتخب جنوب أفريقيا لكرة اليد (بالإنجليزية: South Africa national handball team) هو ممثل جنوب أفريقيا الرسمي في المنافسات الدولية في كرة اليد
.